# Дин, Мадлен
Ма́длен Дин-Ка́ннейн (англ. Madeleine Dean Cunnane; родилась 6 июня 1959 года, Гленсайд) — американский юрист и политик, занимающая должность конгрессмена США от 4-го избирательного округа Пенсильвании. Округ включает в себя почти весь округ Монтгомери, пригородный округ к северу от Филадельфии. До избрания в Конгресс Дин была членом Генеральной Ассамблеи Пенсильвании от Демократической партии США, представляя 153-й округ в Палате представителей Пенсильвании.

## Ранняя жизнь и образование
Младшая из семерых детей (у неё пятеро братьев и сестра), Мадлен Дин родилась у Боба и Мэри Дин в Гленсайде, штат Пенсильвания. Она окончила старшую среднюю школу Абингтона. Она окончила с большими почестями Университет «Ла-Саль» и получила докторскую степень в Юридической школе Университета Вайднера в Делавэре. Она также изучала политику и государственную службу в Институте управления «Фелс» Пенсильванского университета.

## Карьера
После окончания юридического факультета Дин вернулась в район Филадельфии и занималась юридической практикой с филадельфийскими судебными адвокатами, а затем стал исполнительным директором. Затем она открыла небольшую юридическую практику из трёх женщин в Гленсайде, служащей внутренним юрисконсультом растущего велосипедного бизнеса своего мужа.
Воспитывая троих маленьких сыновей, Дин занимается преподавательской деятельностью. Она проработала 10 лет в качестве доцента английского языка в своей альма-матер, Университете «Ла-Саль», в Филадельфии, где она преподавала литературу и этику.

### Ранняя политическая карьера
Дин начала заниматься политикой вскоре после окончания средней школы, когда ее избрали членом городского комитета Абингтона.
Первым открытым политическим актом явилось её участие в переизбрании Джо Хеффела в Палату представителей Пенсильвании от того же округа, который она позже будет представлять.

### Палата представителей Пенсильвании
Работая и занимаясь политикой в течение десятилетий, пока её дети не вырастут, Дин перешла на работу комиссионера Абингтона, а в 2012 году баллотировалась на Палату представителей Пенсильвании от 153 избирательного округа. Она получила 64,2 % голосов против у республиканца Николаса Маттиаччи и либертаианки Кеннет Кравчук 34,8 % и около 1% соответственно. В Палате представителей штата она уделяла приоритетное внимание социальным вопросам, таким как наркомания, равные права, доступ к здравоохранению, этика, реформа уголовного правосудия и насилие с применением огнестрельного оружия.
После массового убийства в начальной школе в Сэнди-Хук, Дин и Дэн Фрэнкель учредили группу по предотвращению насилия с применением огнестрельного оружия, которая, в свою очередь, состоявшая из законодателей и адвокатов, занималась пресечением незаконной продажи оружия.
В 2015 году Дин была назначена членом Губернаторской комиссии по делам женщин, занимающуюся консультированием губернатора по вопросам политики и законодательства, способствующих вопросам равенства, начиная от сексуального насилия и заканчивая бизнес-инициативами. В 2017 году она была избрана председателем Юго-восточной делегации демократов Палаты представителей Пенсильвании, состоящей из 22 демократов Палаты представителей, представляющих девять округов.
Она работала в нескольких комитетах, в том числе по ассигнованиям, судебной системе, политике, городским делам, правительству штата и финансам, в которых она была вице-председателем.
В 2014 году Дин заявила:«Мы знаем, что вопрос номер один для избирателей - это образование и всё дело в том, как мы финансируем наши государственные школы». Что касается бюджета образования Пенсильвании на 2013 год, она сказала:«То, как мы воспитываем наших детей, говорит нам о том, какой будет наша экономика». Тогда же она подчеркнула проблему финансирования школ штата.

### Палата представителей США

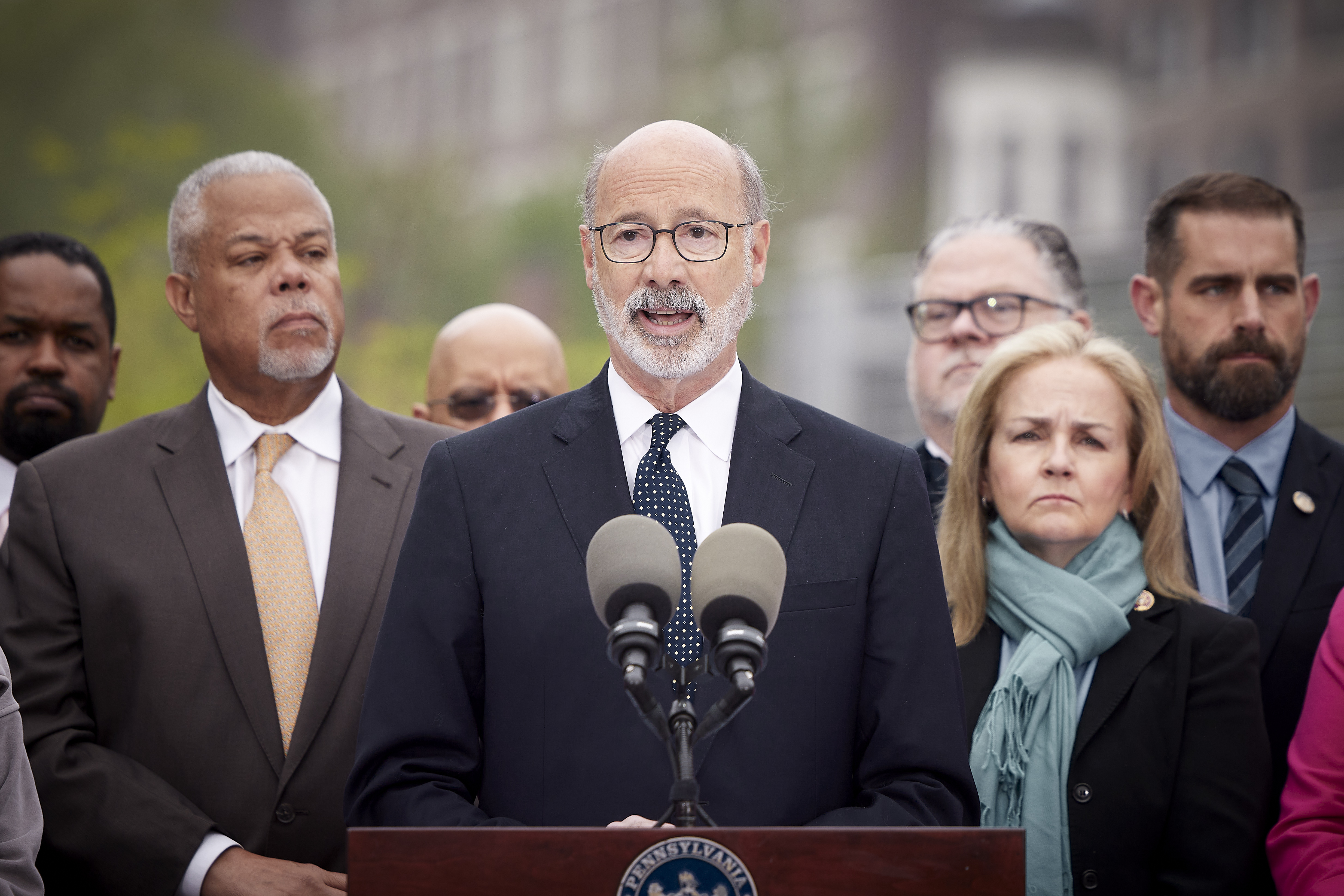
Вместе с губернатором Вульфом во время обсуждения вопроса о защите доступа к абортам. 4 мая 2022 года.

Будучи членом Палаты представителей штата, в ноябре 2017 года Дин выдвинула свою кандидатуру на пост вице-губернатора Пенсильвании, где противостояла действующему вице-губернатору Майку Стэку на праймериз Демократической партии. После изменений по корректировке конгресских округов, введённых Верховным судом Пенсильвании, Дин объявила, что прекращает свою кампанию на пост вице-губернатора и вместо этого баллотируется в Конгресс США по 4-му округу. Округ раньше был 13-м и представлен был коллегой-демократом Бренденом Бойлом, пробывшим на нём два срока. Но 13-я доля Филадельфии, включая дом Бойла, была втянута во 2-й округ, и Бойл решил баллотироваться на переизбрание там. 15 мая 2018 года Дин победила двух соперниц, Шайру Гудман и бывшего конгрессмена Джо Хеффела на праймериз Демократической партии. На всеобщих выборах она победила республиканца Дэна Дэвида, набрав 63,45 % голосов против 36,55 %. Она была одной из четырёх (вместе с Мэри Гэй Скэнлон, Крисси Хулахан и Сьюзан Уайлд) женщин-демократов, избранных в Конгресс от Пенсильвании в 2018 году. Ранее делегация штата состояла исключительно из мужчин.
В 2020 году она баллотировалась на переизбрание и победила кандидата от республиканцев, военного ветерана и политического обозревателя Кэти Барнетт с 59,5 % голосов против 40,5% у Барнетт. В этом составе Палаты представителей США в 2021 году она была назначена руководителем процедуры второго импичмента Президенту Дональду Трампу в Конгрессе. Состоит в подкомитетах по разнообразию и инклюзивности и по национальной безопасности, международному развитию и денежно-кредитной политике (Комитета по финансовым услугам); в судебном подкомитете по антимонопольному, коммерческому и административному праву и подкомитете по преступности, терроризму и национальной безопасности (Комитета по судебной системе).
В 2022 году она баллотировалась на переизбрание, но её округ не претерпел существенных изменений за счёт перераспределения. Она победила кандидата от республиканцев Кристиана Насименто, вице-президента по продуктам корпорации Comcast и набрала 61,3 % голосов.

## Личная жизнь
Живёт в Абингтоне со своим мужем Патриком Каннэйном, предпринимателем в велосипедной индустрии и управляющим Международной федерацией продвинутых видов спорта. У них трое взрослых сыновей: Патрик (был старшим писателем и заместителем директора по работе с сообщениями в Администрация Обамы), Гарри и Алекс, две невестки – Стефани и Джульетта, три внучки и один внук – Обри, Элла, Сойер и Скотти.